# Бахромчатые складки

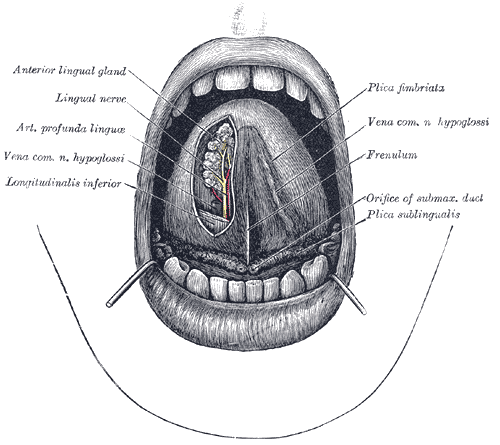
Рот полости. Вершина языка повёрнута вверх, а с правой стороны сделано поверхностное рассечение её под поверхностью. (Plica fimbriata, помеченный в верхнем правом углу

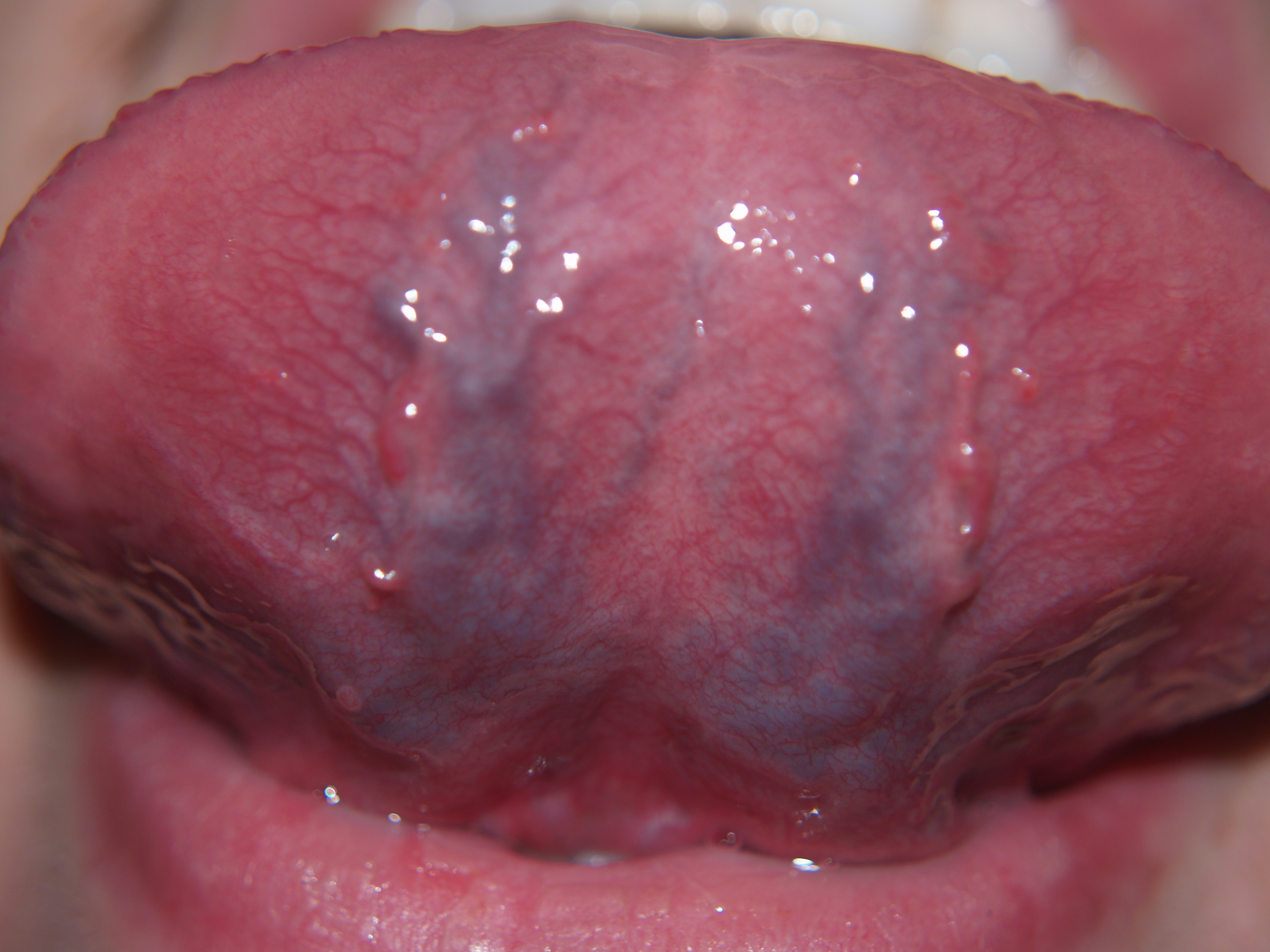
Нижняя часть человеческого языка.

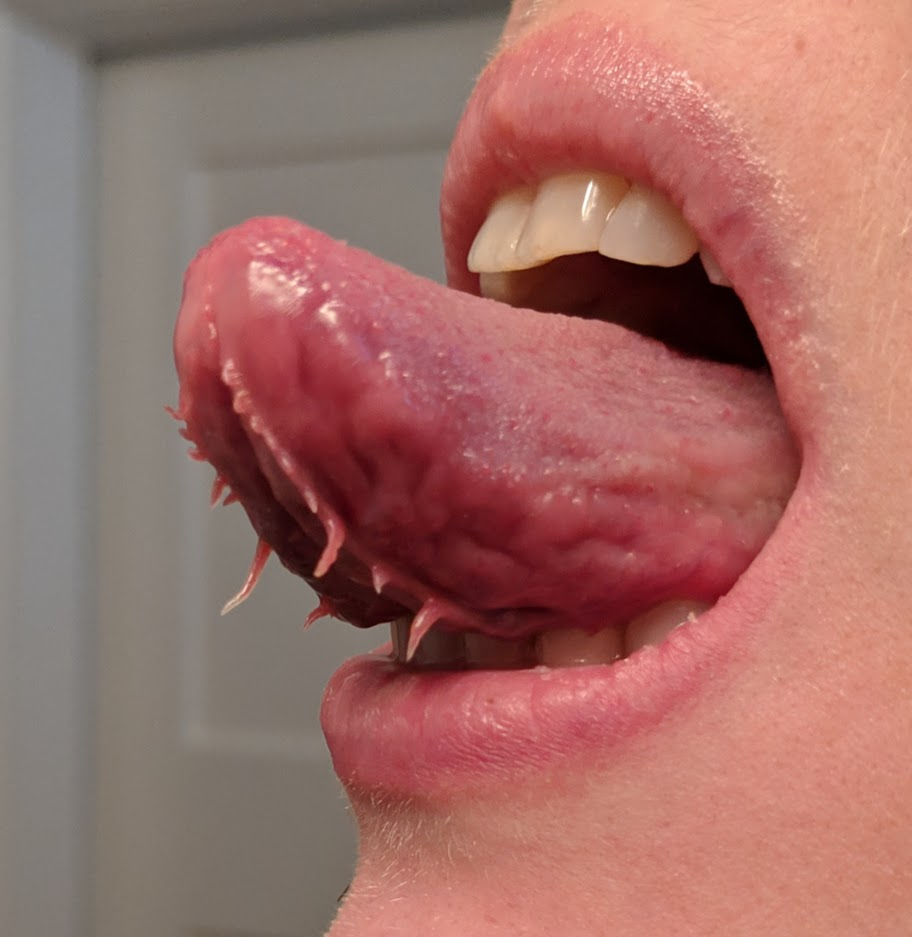

Бахромчатые складки языка, а также plica Fimbriata — небольшая складка слизистой оболочки на нижней части языка, которая проходит в боковом направлении по обе стороны от уздечки. Свободный край обрезанной складки иногда демонстрирует ряд бахромоподобных отростков. (лат. Fimbriata — бахрома).
Некоторые люди имеют небольшие (менее 1 см) роговые треугольные лоскуты «кожи» (слизистой оболочки) под их языком. Они находятся с каждой стороны уздечки (кусок ткани, соединяющий нижнюю часть языка с внутренней частью рта) под языком и проходят параллельно двум разным венам. Они обычно появляются в парах и могут даже быть до 4 или более наборов, но даже те, у кого есть их только два ближе к кончику, отчетливо видны, в то время как другие очень незначительные или просто небольшие выпуклости. Это «бахромоподобные процессы», составляющие часть «обрезанной складки».
Это нормальная остаточная ткань, полностью не поглощённая организмом во время развития и роста языка.